# 에르두트 협정
에르두트 협정(세르보크로아트어: Erdutski sporazum 에르두트스키 스포라줌[*]) 또는 공식명칭 동슬라보니아, 바라냐, 서시르미아 지역에 대한 기본 협정은 1995년 11월 12일 크로아티아 공화국 정부와 동슬라보니아, 바라냐, 서시르미아 지역의 세르비아계 지방정부가 크로아티아 독립 전쟁의 주요 쟁점 중 하나였던 크로아티아 동부 문제를 두고 평화적 해결에 대해 합의한 협정이다. 이 협정을 통해 동슬라보니아 지역은 유엔 관할의 중앙 정부 통제 하에 평화적으로 재통합하는 과정을 시작했으며 소수자 권리와 난민 귀환에 대한 일련의 보장을 제공했다. 이 협정이 체결되고 지역의 세르브인 대표들이 서명한 마을인 에르두트의 이름을 따서 명명되었다.
에르두트 협정은 전 크로아티아의 총리인 흐르보예 샤리니치와 당시 유고슬라비아 연방공화국 정부의 지시에 따라 자칭 세르비아 크라이나 공화국(RSK)을 대표하는 현지 세르브계 정치인인 밀란 밀라노비치이 했다. 중재자 격으로 당시 크로아티아 주재 미국 대사였던 피터 갤브레이스와 유엔 중재자인 토르발 스톨텐베르그가 참석했다.
동슬라보니아, 바라냐, 서시므리아 지역은 동슬라보니아 바라냐 서시르미아 세르브인 자치주(SAO)로 독립한 후 세르비아 크라이나 공화국 영토였다. 에르두트 협정의 내용은 유엔 안전 보장 이사회 결의 제1023호로 승인을 받아 유엔 동슬라보니아 바라냐 서시르미움 과도행정기구(UNTAES)라는 유엔 과도정부가 설립될 수 있는 길을 열었다. 다른 대부분의 유엔 임무와는 달리 UNTAES는 원 지역의 최고 통치기관의 모델로 삼아 역사상 몇 안되는 유엔 직속 보호령이 탄생했다. 협정에서는 자치 관련 조항 없이 지역의 완전한 크로아티아로의 재통합을 보장하는 동시에 크로아티아의 다른 모든 지역에서도 현대 세르브인 소수민족을 위한 설립하는 초석 역할을 했다. 공동체 합동위원회라는 이름의 지역 세르브인 기관의 설립을 명시적으로 언급했다.

## 배경
1995년 자그레브 주재 외국 대사들로 이루어진 소규모 접촉단은 크로아티아 독립 전쟁의 평화적 해결을 위해 크로아티아의 대통령 프라뇨 투지만과 크닌의 세르비아 크라이나 공화국 지도자들에게 포괄적인 내용을 담은 제안서를 보냈다. 이 제안은 흔히 Z-4 계획으로 알려진 평화안으로 크라이나를 크로아티아의 자치지역이라 정의하는 새로운 헌법안을 기반으로 크라이나를 크로아티아의 헌법 체계 아래 재통합하자고 제안했다. 이 계획은 동슬라보니아에 특별 자치권을 부여하지 않고 2년간의 과도기를 두었다. 크닌의 크라이나 지도자들은 이 계획을 거부했으나 이후 플래시 작전과 폭풍 작전으로 크라이나가 군사적으로 완전히 패배하며 20만명이 넘는 세르브계 크로아티아인 난민이 고향을 떠나야 했다.
잔존국이자 지리적으로 크라이나와 완전히 동떨어져 있는 동슬라보니아 바라냐 서시르미아(보통 동슬라보니아로 부름)가 크로아티아 내에서 세르브계가 지배하는 유일한 지역으로 남았다. 크라이나와는 달리 동슬라보니아는 세르비아와 긴 국경을 맞대고 있었다. 또한 크라이나보다도 베오그라드와 노비사드와 경제, 사회적인 의존도가 더 높았고 정치적으로도 훨씬 더 긴밀하게 세르비아와 연결되어 있었다. 이 때문에 국제 사회는 크로아티아의 동슬라보니아 개입이 유고슬라비아의 군사적 대응을 일으키고 적대 행위가 확대될 것이라고 믿었다. 동시에 크라이나의 군사적 패배와 워싱턴 협정은 1996년 미국 대통령 선거를 앞두고 미 행정부가 정치적 탄약으로 사용하고자 했던 보스니아의 무력 분쟁을 해결할 수 있는 길을 열어주었다. 크로아티아는 동슬라보니아 분쟁 해결을 조건으로 데이턴 평화 회담에 참석했고 국제 사회도 유고슬라비아 위기가 새롭게 확대되는 일을 피해야 한다고 주장했다. 이로 인해 모든 당사국이 평화적 해결책을 선호하거나 수용할 수 있는 여건이 조성되었다.

### 협정 체결사
보스니아의 평화 협정 체결 노력을 하던 미국의 대통령 빌 클린턴도 다음과 같이 말했다.
동슬라보니아 상황의 해결을 위한 장기 계획은... 반드시 크로아티아의 주권과 Z-4 계획의 원칙(세르브인의 자치, 난민의 귀환권, 기타 그 곳에 거주하는 세르브인에 대한 여러 보장)으로 되어야 한다.

영토의 자치권은 클린턴 대통령의 계획에 있어 중요했고 피터 갤브레이스 미 대사도 중단되었던 크로아티아의 소수민족체 혹은 소수국민체 조항을 기반으로 글라나 및 크닌 자치구 계획을 선례로 자치지구안을 내세우러 노력했으나 영토 자치권보다 군사적 해결책을 지지한 크로아티아 정부가 이를 거부했다. 이 때문에 국제 사회는 비영토 국가의 시민자치, 소수 권리, 지자체 간 협력 모델에 집중했다. 영토 자치권 조항을 빼는 대신 인권 조항에 대해서 요구가 더 강력해졌다.

## 협정 조항

### 난민 귀환
유엔 과도행정부는 난민과 실향민들이 출신지로 복귀하는 것을 보장해야 한다고 합의했다. 동슬라보니아 본거지를 떠난 사람들과 크로아티아의 다른 지역에서 동슬라보니아로 이주해 온 사람들 모두 동일한 권리를 누려야만 한다.

### 공동체 간 권한 공유
지역의 크로아트인과 세르브인 공동체가 함께 구성해 이룬 공동체 합동위원회가 유엔의 지역 통치를 지원했다. 지역 경찰은 크로아트계와 세르브계가 반드시 동수로 있어야 한다고 규정했고, 그 외 지역 내 모든 공동동체에서 소수의 인원이 파견나가 추가로 배치되었다.

### 소수자 권리 조항
에르두트 협정과 이후의 발전, 약속은 오늘날 수많은 소수민족 행정부가 운영되는 기반이 되었다. 세르브인 다수인 공동체 합동위원회 수립은 세르브인 공동체에 부여된 명시적인 소수자 권리 중 하나이다. 세르브인 민족의회나 주간지인 《노보스티》와 같은 다른 기관도 동시기에 설립되었으며 라디오 보로보 같은 일부 기관은 크로아티아법에 따라 설립되었다. 이 협정을 체결하기 위해서 국제적으로 인정되는 최고 수준의 인권과 기본적인 자유를 존중해야 한다.

## 국제적 영향
에르두트 협정은 우크라이나 외교관들이 돈바스 전쟁을 종식시키기 위한 민스크 협정과 민스크 II의 이행에 대한 선례이자 유사 사례로 언급되었다.

## 같이 보기
- 데이턴 협정
- 세르비아-크로아티아 국경 분쟁

## 참고 문헌
- Albert Bing (October 2008). “Sjedinjene Američke Države i reintegracija hrvatskog Podunavlja” [The United States of America and the reintegration of the Croatian Danube Region]. 《Scrinia Slavonica》 (크로아티아어) (Slavonski Brod: Croatian Institute of History) 8 (1). 2013년 2월 21일에 확인함.